# Volvo YCC
Volvo YCC – model koncepcyjny stworzony w 2004 roku przez Volvo celem spełnienia motoryzacyjnych marzeń płci żeńskiej. W projektowaniu auta brały największy udział kobiety. 
Z wyglądu auto przypomina lekko futurystyczne coupe, jednak jest to dwudrzwiowy hatchback, wyposażony w hybrydowy silnik o mocy 215 KM i częstotliwości wymiany oleju co 50.000 km.
Wśród dodatkowych cech znalazły się:
1. Lepsze możliwości składowania drobnego bagażu i przedmiotów osobistych (Automatycznie otwierane drzwi typu gull-wing (otwierane do góry) ułatwiają wsiadanie z naręczem zakupów. Tylne fotele są zazwyczaj złożone (jak siedzenia kinowe), dając więcej przestrzeni do łatwego umieszczenia bagażu, wnętrze wyposażone w wiele podręcznych schowków na drobne przedmioty)
2. Łatwe wsiadanie i wysiadanie (W czasie otwierania drzwi próg automatycznie obraca się w dół, ułatwiając wsiadanie i chroniąc przed pobrudzeniem ubrania)
3. Minimum obsługi przez kierowcę. Dostęp do silnika możliwy jest tylko w warunkach warsztatowych (trzeba zdjąć cały przedni segment nadwozia). Kierowcy pozostawiono uzupełnianie paliwa i płynu do mycia szyb. Obie czynności ułatwiają specjalne wlewy, pozbawione korków.
4. Łatwe parkowanie. Asystent parkowania równoległego najpierw mierzy, czy miejsce dostępne jest wystarczająco długie, następnie automatycznie operuje kierownicą, pozostawiając kierowcy operowanie napędem i hamulcami.
5. Dobra widoczność. Przód samochodu jest obniżony, a użycie podnoszonych drzwi usunęło boczny słupek.
6. Możliwość personalizacji wnętrza. Elementy tapicerki i wystroju zamontowane są w sposób umożliwiający łatwy demontaż do czyszczenia lub zmiany koloru. Przygotowano 8 wersji kolorystyczno-materiałowych wystroju wnętrza.